# DVD Collection 10 anos - ao vivo
Collection 10 anos - ao vivo é o primeiro DVD da cantora Eyshila, lançado em 2006 pela gravadora MK Music. O evento foi gravado no dia 8 de setembro de 2005, na casa de shows Rio Sampa em Nova Iguaçu, na Baixada Fluminense, no Rio de Janeiro
O registro áudio visual traz 18 canções que marcam sua carreira, alguns hinos trazem novos arranjos.
O DVD foi produzido por Rogério Vieira e a direção artística ficou por conta de Marina de Oliveira. O evento conta com a participação de Fernanda Brum e Klênio.

## Faixas
1. Abertura - Chuva de Poder
2. Tira-me do Vale
3. Fala Comigo
4. Eu quero ser santo
5. Ministração
6. Deus Proverá
7. Salmo 01
8. Vou glorificar
9. Na Casa de Deus
10. Fiel a mim
11. Posso Clamar
12. Terremoto
13. Palavra - Clamor
14. Senhor, eu te amo
15. É assim que eu quero te adorar
16. Apresentação de Fernanda Brum
17. Vem encher-me
18. Apelo Fernanda Brum
19. Muito Amado
20. O Senhor é bom
21. Vontade de adorar
22. Homenagem
23. Chuva de Poder - Remix